# Пручковский, Андрей Александрович
Андрей Александрович Пручковский (род. 21 января 1975 года) — казахстанский хоккеист.

## Карьера
Воспитанник усть-каменогорского хоккея.
Выступал за «Торпедо», выступавшее в МХЛ. Сыграл 31 игру.
Привлекался в молодёжную сборную Казахстана на чемпионат мира 1995 года, где в 5 играх забил 6 шайб и сделал 6 результативных передач.
На чемпионат мира 1996 года привлекался в национальную сборную Казахстана. В 7 играх набрал 1+2 очка.
Четырёхкратный (1993, 1995, 1996, 1997) чемпион Казахстана.